# Jakob Ritter

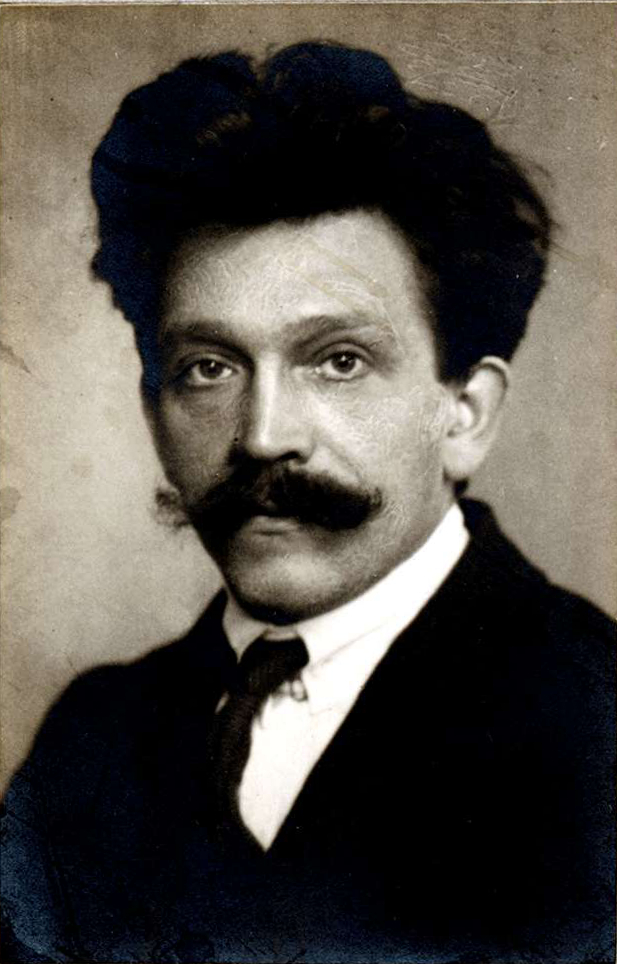
Jakob Ritter

Jakob Ritter (* 26. Juni 1886 in Mannheim; † 11. Oktober 1951 ebenda) war ein kommunistischer Politiker und Widerstandskämpfer gegen den Nationalsozialismus.

## Leben
Der aus einer Arbeiterfamilie stammende Ritter erlernte den Beruf des Hechlers und schloss sich der Arbeiterjugendbewegung und 1905 der SPD an. Nach einer dreijährigen Tätigkeit als Werkmeister in Dresden legte er, nach Mannheim zurückgekehrt, 1911 diese Funktion nieder und suchte sich eine Stellung in der Metallindustrie, da er die Ansicht entwickelt hatte, dass eine kommandierende Tätigkeit mit einer sozialistischen Gesinnung nicht vereinbar sei.
Nach einem kurzen Einsatz als Soldat schloss Ritter sich 1917 der USPD an und gehörte dort zum linken Flügel, der sich 1920 mit der KPD zusammenschloss. 1921 wurde er für die KPD in den Landtag des Landes Baden gewählt, auch gehörte ab dem Jenaer Parteitag im gleichen Jahr dem Zentralausschuss der KPD an. Zum linken Parteiflügel um Ruth Fischer und Arkadi Maslow gehörend, war er ab 1924 zusätzlich Organisationsleiter der KPD in Baden und wurde 1925 erneut in den Landtag gewählt. Nach der Absetzung Fischers und Maslows vom Parteivorsitz 1925 konnte sich der linke Flügel in Baden unter Ritter und Georg Kenzler zunächst gegen die Thälmann-Führung auf Reichsebene behaupten; im März 1927 wurde aber auch Ritter von seinen Funktionen entbunden im Juli des gleichen Jahres aus der Partei ausgeschlossen. Sein Mandat bis zum Ende der Legislaturperiode 1929 behaltend, schloss sich Ritter 1928 nach dessen Gründung dem Leninbund an, dessen Landesverband in Baden er leitete, 1932 trat er zur SAPD über.
Nach der Machtübernahme durch die NSDAP 1933 war Ritter in der seit dem Reichstagsbrand in der Illegalität arbeitenden SAPD weiter aktiv, die in Mannheim etwa 100 Mitglieder zählte und ihre Strukturen auf Grund strenger Beachtung konspirativer Grundsätze bis 1938 intakt erhalten konnte. Treffen der Partei fanden dabei u. a. auch in Ritters Gartenhaus statt. Ritter selbst, der in der Öffentlichkeit und somit auch den Verfolgungsbehörden anders als die meisten Parteimitglieder relativ bekannt war, wurde allerdings schon 1934 verhaftet und zu zweieinhalb Jahren Zuchthaus verurteilt und anschließend bis 1942 im KZ Dachau gefangen gehalten. Anschließend wurde er ins Zuchthaus Bruchsal verlegt, wo ein ihm bekannter Gefängniswächter, der früher der Zentrumspartei angehörte, die Haftentlassung des gesundheitlich stark angeschlagenen Ritter erwirken konnte. Nach der Entlassung aus dem KZ unterlag Ritter einer täglichen Meldeauflage, als im Rahmen der „Aktion Gewitter“ im Sommer 1944 eine erneute Verhaftung drohte, tauchte er bis zur Befreiung 1945 in Bingen unter.
Nach Kriegsende wurde Ritter wieder in die KPD aufgenommen, übernahm erneut die Funktion des Organisationsleiters in Baden und wurde im November 1946 in den Landtag von Württemberg-Baden gewählt. Da Ritter aber an seinen antistalinistischen Anschauungen festhielt, geriet er erneut mit seiner Partei in Konflikt und legte im August 1947 Landtagsmandat und Parteifunktion nieder, blieb aber Mitglied der KPD. 1948 zum Beigeordneten der Stadt Mannheim gewählt, starb Ritter nach längerer Krankheit am 11. Oktober 1951.